# Зубцовское княжество
Зубцо́вское кня́жество — русское удельное княжество в составе Великого княжества Тверского с центром в городе Зубцов. Существовало с 1319 по 1364/1365 и с 1426 по 1460 годы.

## История
Княжество возникло в 1319 году, когда, в соответствии с духовной грамотой тверского князя Михаила Ярославича, убитого в 1318 году в Орде по приказу хана Узбека, территория Тверского княжества была поделена между его сыновьями: Тверь с прилегающими волостями была выделена старшему сыну Дмитрию, юго-западные районы (включая Зубцов, Старицу (Городок), Холм и Микулин) — Александру, южные районы (Клин с волостями) — Константину, северо-восточные районы (Кашин с волостями) — Василию. Центром владений Александра стал Зубцов как наиболее значительный в то время город на юге Тверского княжества.
В 1339 году Александр Михайлович, занимавший в то время и тверской великокняжеский стол, был казнён в Орде вместе со старшим сыном Фёдором по решению хана Узбека. Отчина казнённого — Зубцовское княжество — оставалась в руках его вдовы Анастасии и сыновей. Заключённое в 1360 году мирное соглашение Александровичей с великим князем тверским (в то время — Василием Михайловичем Кашинским) закрепило такое положение; причём старший из братьев — Всеволод — владел Холмом и Старицей, второй — Михаил —  Микулином, а младшие братья — Владимир и Андрей — оставались вместе с матерью в Зубцове. Однако во время эпидемии чумы 1364—1365 гг. умерли и княгиня Анастасия, и трое из братьев; если у Всеволода остались наследники, то удел Владимира и Андрея, став выморочным, отошёл к Михаилу Александровичу (который к тому времени согнал Василия Михайловича с тверского стола). В результате Зубцов вновь оказался в составе тверских великокняжеских владений.
В 1426 году, после смерти тверского великого князя Юрия Александровича (правнука Михаила Александровича) Зубцов вновь на некоторое время стал центром удельного княжества: новый великий князь Борис Александрович, выделил Зубцов в удел сыну умершего Ивану Юрьевичу. После того, как Иван Юрьевич умер — примерно в 1460 году — бездетным, Зубцов вернулся в состав тверских великокняжеских владений, а в 1485 году вместе со всем Великим княжеством Тверским был присоединён Иваном III к Великому княжеству Московскому.

## Князья Зубцовские
- 1319—1339: Александр Михайлович
- 1339—1360: общее владение сыновей Александра Михайловича
- 1360—1364/1365: Владимир и Андрей Александровичи
- 1426—1460 (примерно): Иван Юрьевич